# تاريخ الطب في فرنسا
يركّز تاريخ الطب في فرنسا على كيفية تحوّل اختصاصات الطب والمؤسسات الطبية في فرنسا مع مرور الزمن. عرّفت الكنيسة الكاثوليكية الطب القديم في فرنسا وقدّمته، فكانت الأدوية والرعاية أحد المشاريع الخيرية للكنيسة. خلال حقبة الثورة الفرنسية، طُبقت أفكار جديدة في عالم الطب وجُعل الطب والمستشفيات أكثر علمية. «طب باريس» هو مصطلح يُعرّف سلسلة التغيّرات التي تلقتها المستشفى والرعاية فيها والتي حدثت خلال هذه الفترة في الثورة الفرنسية. قُدّمت أفكار من عصر التنوير والثورة العلمية إلى المجال الطبي.

## المستشفيات قبل الثورة
يرتبط بشكل وثيق أصل المستشفيات، والرعاية المقدّمة فيها مع انبعاث المسيحية المبكرة. مع القرن الثالث، كانت الكنيسة المسيحية مسؤولة عن كل الأعمال الخيرية، بما في ذلك المجال الطبي. على سبيل المثال، أنشأ أسقف بيزنطة مؤسسات دعيت كسينودوكيوم (بيت مخصص للضيوف) لتأمين التوجيه الروحي للفقراء. كانت هذه المؤسسات المبكرة الشبيهة بالمستشفيات مساحات دينية إلى حد عميق، ومرتبطة ارتباطًا وثيقًا بالكنيسة، وكان هدفها الأساسي الرعاية العامة للفقراء وتأمين الطعام والمأوى لهم، إلى جانب المعالجة الروحية.
استمرت المستشفيات في الحفاظ وتقديس صلتها الوثيقة بالكنيسة خلال العصور الوسطى وعصر النهضة، وعززت العلاقة بين المداواة الروحية والطب الفعلي، يُثبت ذلك بالشكل الأفضل من قبل الحاضر دائمًا المسيح الطبيب في هذه المؤسسات الطبية، وهو تمثيل فني للمسيح على أنه طبيب. كان لجميع المستشفيات مناظير مختلفة من الكنيسة، تضمنت جميعها المعابد الصغيرة (المصليات) والأديرة ومذبحًا للقداس. كانت غالبًا الأديرة ذاتها مستشفيات تتضمن دارًا للرهبان ومنزلًا للفقراء المعدمين ومصحة لمرضى الجذام بالإضافة إلى مستشفى، فيمكن للفرد أن يذهب إلى المستشفى في حال كان مصابًا بالجذام ثُمّ يُحوّل إلى مكان آخر، أو يتلقّى العلاج الأساسي أو التوجيه الروحي من القس.
خلال الإصلاح البروتستانتي، نجا عدد من هذه المستشفيات في البلدان البروتستانتية الجديدة من التغيرات التي جلبها الإصلاح. أُجبرت غالبية مستشفيات على الإغلاق مذ فقدت تمويلها الذي كان بشكل أساسي من الكنيسة. دبّرت المستشفيات الصغيرة الممولة من المحسنين المحليين استمراريتها بشكل خاص في الدول الإسكندنافية.
مع الإصلاح الكاثوليكي، انقاد العديد من الزعماء الكاثوليكيين إلى تمويل المستشفيات منافسةً لنظرائهم البروتستانتيين. وبقيت الرعاية في هذه المستشفيات تركّز على الجانب الروحي كما سبق.
في عام 1633، موّل القديس فنسنت باول والقديسة لويز دي ماريلاك منظمة بنات الصدقة، قادت المنظمة بسرعة المستشفيات حول فرنسا وزوّدت المستشفيات العامة بطواقم في العديد من المهام. حُددت أجندة المنظمة الرعاية المقدّمة في هذه المستشفيات، فانطوت بشكل أساسي على الرعاية الروحية للمحتضرين بالإضافة إلى الصدقة على الفقراء. اختلف غالبًا الأطباء والأخوات على ما هو أفضل بالنسبة للمرضى. بقيت المستشفيات على هذا الحال تقريبًا حتى الثورة الفرنسية.
في فرنسا، تأسست المستشفى العامة الأولى خلال القرن السابع عشر. أسست باريس مستشفاها العام في 1656، واحتوت على ثلاثة أقسام للرجال والنساء والأطفال –البيستر والسالبتريير والبيتي على التوالي. أصبح السالبتيير مشهورًا بشكل خاص إذ كانت أغلب مرضاه بائعات هوى، ولأنه أصبح أكبر مستشفى في العام مع حلول عام 1789. كان الهدف الأساسي من هذه المستشفيات أن تعمل هذه المستشفيات كشكل من الضبط الاجتماعي للفقراء وتتشجّع بنجاحهم، أمر لويس الرابع عشر ملك فرنسا بأن تحوي جميع المدن ذات الكثافة السكانية المعينة في فرنسا مستشفيات عامة.
جادل المؤرخون حول فعالية هذه المؤسسات في مراقبة وضبط السكان. استخدمت المستشفيات كمأوى لمجموعات معينة من الناس (الأيتام والفقراء والعاهرات والمهاجرين) كما كانت مسؤولة عن رعايتهم ولم تكن مجرّد وجه آخر للإصلاحية. وحتى هذا الوقت لم تزل المستشفيات الطبية مؤسسات روحية بشكل أساسي، تركّز على التمريض والرعاية العامة والروحية. في بعض الأحيان، كان من متطلبات الدخول إلى المستشفيات الفرنسية شهادة معمودية بالإضافة إلى اعتراف.
ونسبةً للطبيعة المتصدّقة للمستشفيات، قدم العديد إليها من أجل الطعام والمأوى، وغالبًا ما ازدحمت المستشفيات. أوى مستشفى هوتيل ديو بشكل غير علني من الأشخاص ما يقارب ثلاثة أمثال عدد الأسرة. نتجت عن التجمهر السكاني ظروف صحية سيئة، ما انعكس على هذه المستشفيات بمعدّل وفيات عالٍ في ما يقارب 25% في مستشفى هوتيل ديو. قُدّمت أفضل رعاية صحية فقط لمن استطاع تحمّل نفقتها، بينما لم يستطع السكان الفقراء في مستشفيات فرنسا العامة تلقيها.
كانت المستشفيات في الغالب المكان الذي يمكّن ضمان الحصول على الطقوس الأخيرة من قبل القسوس، فضلًا عن تلقي العلاج من قبل الطبيب. لم يكن الأطباء من الطاقم في مثل هذه المستشفيات، وعملت الأخوات من منظمة بنات الصدقة جهدهن كي يشعر الجميع بالراحة، بتأمين الملبس والأسرة والطعام بالإضافة إلى المعاملة الروحية أو الدينية التي توفّرت منذ دخولهم إلى المستشفى. وبقيت الأمور في المستشفيات الفرنسية على هذا الحال حتى الثورة الفرنسية.

## المستشفيات الطبية في الثورة الفرنسية
تُعتبر العديد من مفاهيم المستشفى الطبي الحديث نواتج التغيير الاجتماعي والسياسي الذي أتت به الثورة الفرنسية، والتي انبثقت في نهاية القرن الثامن عشر وبداية القرن التاسع عشر. كانت إعادة التشكيل الطبي موضوعًا مستمرًا للحركة الثورية، إذ لم يحقق النظام الطبي الفرنسي أيًا من احتياجات السكان أو موظفيه.
وصف المرضى المستشفيات على أنها تكية (ملجأ لإيواء الفقراء)، مع الإشارة إلى الازدحام الشديد، وأن فقط من كان بإمكانهم الدفع استطاعوا الحصول على سرير شخصي. سعى المهنيون الطبيون إلى إصلاح المستشفى أيضًا، كمقاومة لتحكم الممرضات المتدينات الذين كانوا تقليديًا في طاقم المستشفيات الفارسية تحت إدارة الكنيسة الكاثوليكية.
إلى جانب العوامل السياسية للثورة، أنشأت العديد من الظروف السياسية بيئة فريدة لتغيير نظام المستشفيات في باريس. بدايةً، كانت باريس أكبر مدينة في قارة أوروبا في القرن الثامن عشر، كان في مستشفيات المدينة العشرين وسطيًا ستة آلاف فقير ومريض فعلي في أي وقت من الأوقات. وبسبب انعدام تنظيم المستشفى في عهدة الحكومة الثورية، استُخدمت أجساد المرضى في التجارب الطبية على نطاق غير مقبول. طبّق الأطباء الفارسيون التجارب البحثية على المرضى والجثث وقادتهم إلى اكتشافات طبية ومقاربات جديدة. بالإضافة إلى ذلك، شكّلت هذه التجارب بداية توحيد البحث الطبي مع طب المستشفيات.
كانت عمارة مباني المستشفيات في باريس عاملًا آخر وراء التحول والتغيير. بينما كانت مستشفيات باريس حديثة نسبيًا، استُلزم تجديد وإصلاح المباني في العديد من الحالات. وبتوجيه من المهنيين الطبيين، حلّ عدد من الأولويات في تصميم المستشفيات. من الأمثلة الجلية مستشفى الشاريتي، الذي أُعيد تصميمه بقيادة الطبيب جون نيكولاس كورفيسارت بالإضافة إلى العديد من المهندسين المعماريين، انطوى التغيير على كنائس المستشفيات (معابد)، مضيفين مدرّجات من أجل المظاهرات أو الشرح السريري، كما خصّصوا غرفًا للعمليات الجراحية والمعالجة المائية والمعالجة الكهربائية. في هذا الوقت، كانت تلك خصائص لتصميم المستشفيات.

### التغير في التعليم الطبي
منذ أن أصبح البحث مكمّلًا لنظام المستشفى، اتّخذ التعليم الطبي دورًا كبيرًا في المستشفى. مع حلول عام 1785، أسس مستشفى هوتيل ديو في باريس إجراءً تدريبيًا رسميًا، متضمّنًا كلًا من المظاهرات أو الشرح والتجارب المجراة يدويًا، والتي كانت تندرج من مجالات منفصلة في الطب والجراحة. اقترن عدم وجود جراحين مؤهّلين مع النطاق غير المسبوق من الإصابات في الثورة التي حفّزت إعادة تشكيل التعليم الطبي. ساعد طلاب الطب بشكل روتيني أساتذتهم في المستشفيات في معالجة النقص في عدد الموظفين، الأمر الذي اعتُبر خروجًا ملحوظًا عن أسلوب التدريب الطبي التاريخي. أكّدت المبادئ التوجيهية التي وضعتها الحكومة الثورية، والتي عرّفها جوزيف إغناس غيلوتين وفيليكس فيك دزيير، على أهمية المستشفيات في التعليم الطبي، ومع حلول عام 1794، اعتبُرت المستشفيات مؤسسة رئيسية في التدريب الطبي.